# Dragobraća
Dragobraća (izvirno srbsko Драгобраћа) je naselje v Srbiji, ki upravno spada pod mesto Kragujevac; slednje pa je del Šumadijskega upravnega okraja.

## Становништво
| let пописа | насеље | општина |
| ---------- | ------ | ------- |
| 1866.      | 282    | /       |
| 1874.      | 337    | /       |
| 1884.      | 363    | 2.771   |
| 1890.      | 420    | /       |
| 1895.      | 422    | /       |
| 1900.      | 440    | /       |
| 1910.      | 509    | 1.726   |
| 1921.      | 436    | 1.889   |
| 1931.      | /      | 2.123   |

Становништво Драгобраће је расло услед развоја Крагујевца, да би данас становништво било увећано и услед досељавања интерно расељених лица са Косова и Метохије.  Подручје месне заједнице Драгобраћа, по попису 2002. године je  2.356 становника (са расељеним лицима) и апсолутну већину представљају Srbi. 1991. године било је 17% аграрног становништва, а 2002. године 14,9%. 
V naselju, katerega izvirno (srbsko-cirilično) ime je Драгобраћа, živi 664 polnoletnih prebivalcev, pri čemer je njihova povprečna starost 38,4 let (36,6 pri moških in 40,3 pri ženskah). Naselje ima 274 gospodinjstev, pri čemer je povprečno število članov na gospodinjstvo 3,08.
To naselje je, glede na rezultate popisa iz leta 2002, večinoma srbsko, a v času zadnjih 3 popisov je opazen porast števila prebivalcev.
|  |

| Demografija | Demografija     | Demografija     |
| Leto        | Št. prebivalcev | Št. prebivalcev |
| ----------- | --------------- | --------------- |
|             |                 |                 |
|             |                 |                 |
|             |                 |                 |
|             |                 |                 |
| 1948        | 535             |                 |
| 1953        | 522             |                 |
| 1961        | 557             |                 |
| 1971        | 597             |                 |
| 1981        | 764             |                 |
| 1991        | 806             | 803             |
| 2002        | 858             | 845             |
|             |                 |                 |

| Etnična sestava po popisu iz leta 2002 | Etnična sestava po popisu iz leta 2002 | Etnična sestava po popisu iz leta 2002 | Etnična sestava po popisu iz leta 2002 | Etnična sestava po popisu iz leta 2002 |
| -------------------------------------- | -------------------------------------- | -------------------------------------- | -------------------------------------- | -------------------------------------- |
| Srbi                                   | Srbi                                   |                                        | 828                                    | 97,98%                                 |
| Črnogorci                              | Črnogorci                              |                                        | 16                                     | 1,89%                                  |
| Romuni                                 | Romuni                                 |                                        | 1                                      | 0,11%                                  |
| Neznano                                | Neznano                                |                                        | 0                                      | 0,0%                                   |